# German (Semanczuk)
German, imię świeckie Pawło Semanczuk (ur. 27 października 1974 w Ispasie) – biskup niekanonicznego (do 2018 r.) Ukraińskiego Autokefalicznego Kościoła Prawosławnego, następnie Kościoła Prawosławnego Ukrainy.

## Życiorys
Święcenia diakonatu przyjął 9 marca 1997, a prezbiteratu 19 kwietnia tego samego roku. Chirotonię biskupią otrzymał 16 listopada 2009 (został ordynariuszem eparchii czerniowiecko-chocimskiej). W 2015 r. podniesiony do godności arcybiskupa.